# FIVB World Tour 2014 der Frauen
Die FIVB World Tour 2014 der Frauen bestand aus 17 Beachvolleyball-Turnieren, von denen zehn als Grand Slam und sieben als Open ausgetragen wurden.

## Turniere

### Fuzhou Open, China, 23. bis 27. April 2014
| Platz | Team                |
| ----- | ------------------- |
| 1     | A. Ross/Walsh       |
| 2     | Juliana/Antonelli   |
| 3     | Xue/X. Y. Xia       |
| 4     | Maria Clara/Carol   |
| 5     | Klug/Gallay         |
| 5     | Talita/Lima         |
| 5     | Wang/Yue            |
| 5     | Menegatti/Orsi Toth |

Im Hauptfeld spielten die deutschen Teams Ludwig/Walkenhorst, Bieneck/Großner, Mersmann/Schneider sowie die Qualifikantinnen Laboureur/Sude. Hinzu kamen Plesiutschnig/Schützenhofer für Österreich, die mit drei Niederlagen auf Platz 25 endeten und Gorianec/Hüberli für die Schweiz. Bieneck/Großner unterlagen in der ersten Runde den Brasilianerinnen Ágatha/Seixas und wurden damit 17. Die drei verbliebenen deutschen Paare sowie die Schweizer Goricanec/Hüberli schieden in der zweiten Runde aus und wurden Neunte.

### Shanghai PPTV Grand Slam, China, 30. April bis 4. Mai 2014
| Platz | Team                 |
| ----- | -------------------- |
| 1     | Ludwig/Walkenhorst   |
| 2     | Wang/Yue             |
| 3     | Ágatha/Seixas        |
| 4     | Talita/Lima          |
| 5     | Liliana/Baquerizo    |
| 5     | Borger/Büthe         |
| 5     | Meppelink/Van Iersel |
| 5     | A. Ross/Walsh        |

Im Hauptfeld spielten die deutschen Duos Ludwig/Walkenhorst, Holtwick/Semmler, Borger/Büthe und Bieneck/Großner. Für die Schweiz traten die Teams Zumkehr/Heidrich und Isabelle Forrer/Anouk Vergé-Dépré an. Mit dem Aus in der ersten Runde und damit Platz 17 beendeten Holtwick/Semmler, Forrer/Vergé-Dépré und Zumkehr/Heidrich das Turnier. Borger/Büthe beendeten das Turnier in der dritten Runde und dem fünften Platz. Das Finale konnten Ludwig/Walkenhorst gegen Wang/Yue mit 2:1 (23-21, 19-21, 15-9) für sich entscheiden. Mit diesem Sieg gewann das deutsche Duo die erste Goldmedaille auf der World Tour ihrer Karriere.

### Puerto Vallarta Open, Mexiko, 7. bis 11. Mai 2014
| Platz | Team              |
| ----- | ----------------- |
| 1     | Ágatha/Seixas     |
| 2     | Juliana/Antonelli |
| 3     | Xue/X. Y. Xia     |
| 4     | Laboureur/Sude    |
| 5     | Klug/Gallay       |
| 5     | Talita/Lima       |
| 5     | Revuelta/Candelas |
| 5     | McGuire/Engle     |

Zum ersten Mal seit 2006 machte die World Tour wieder in Mexiko Station. Da sich die deutschen Nationalteams eine Auszeit nahmen, kamen hier die Teams der zweiten Reihe zum Zug. Für Deutschland spielten die Teams Mersmann/Schneider, Laboureur/Sude, Köhler/Schumacher und Behrens/Seyfferth. Mersmann/Schneider unterlagen in der ersten Runde dem Team Köhler/Schumacher und endeten, wie auch Behrens/Seyfferth auf dem 17. Platz. Für Köhler/Schumacher kam das Aus mit dem neunten Platz in Runde 2 im Spiel gegen Laboureur/Sude. Laboureur/Sude gelangten bis ins Spiel um den dritten Platz, dort unterlagen sie aber den Chinesinnen Xue/X. Y. Xia.

### Prag Open, Tschechien, 21. bis 25. Mai 2014
| Platz | Team                      |
| ----- | ------------------------- |
| 1     | Kolocová/Sluková          |
| 2     | Holtwick/Semmler          |
| 3     | Ludwig/Walkenhorst        |
| 4     | D. Schwaiger/S. Schwaiger |
| 5     | Juliana/Antonelli         |
| 5     | Bansley/Pavan             |
| 5     | Borger/Büthe              |
| 5     | Kołosińska/Brzostek       |

### Anapa Open, Russland, 27. bis 31. Mai 2014
| Platz | Team                           |
| ----- | ------------------------------ |
| 1     | Bieneck/Großner                |
| 2     | Syrzewa/Schirjajewa-Moissejewa |
| 3     | Ukolowa/Prokopjewa             |
| 4     | Lobato/Soria                   |
| 5     | Xue/X. Y. Xia                  |
| 5     | Bonnerová/Hermannová           |
| 5     | Laboureur/Sude                 |
| 5     | Mersmann/Schneider             |

### Moskau Grand Slam, Russland, 11. bis 15. Juni 2014
| Platz | Team                 |
| ----- | -------------------- |
| 1     | A. Ross/Walsh        |
| 2     | Talita/Lima          |
| 3     | Meppelink/Van Iersel |
| 4     | Liliana/Baquerizo    |
| 5     | Juliana/Antonelli    |
| 5     | Xue/X. Y. Xia        |
| 5     | Borger/Büthe         |
| 5     | Kołosińska/Brzostek  |

In Moskau traten die beiden deutschen Nationalteams Borger/Büthe und Holtwick/Semmler an, während Ludwig/Walkenhorst nach dem Gewinn der Bronzemedaille bei der EM eine Pause einlegten. In der Qualifikation konnten sich Mersmann/Schneider für das Hauptfeld durchsetzen, Laboureur/Sude dagegen scheiterten. Nach der Gruppenphase zogen Borger/Büthe als Gruppenerste direkt in die zweite KO-Runde ein, während Holtwick/Semmler und Mersmann/Schneider sieglos ausschieden. Nach einem Sieg über die Brasilianerinnen Ágatha/Seixas verloren Borger/Büthe im Viertelfinale knapp gegen die späteren Turniersiegerinnen A. Ross/Walsh und wurden Fünfte.

### Berlin smart Grand Slam, Deutschland, 17. bis 22. Juni 2014
| Platz | Team              |
| ----- | ----------------- |
| 1     | Kolocová/Sluková  |
| 2     | Juliana/Antonelli |
| 3     | Borger/Büthe      |
| 4     | Wang/Yue          |
| 5     | Bawden/Clancy     |
| 5     | Ágatha/Seixas     |
| 5     | Talita/Lima       |
| 5     | A. Ross/Walsh     |

Im Hauptfeld spielten Holtwick/Semmler, Borger/Büthe und Laboureur/Sude. Ludwig/Walkenhorst konnten erneut durch gesundheitliche Probleme von Walkenhorst nicht antreten, wodurch Mersmann/Schneider ebenfalls für das Hauptfeld gesetzt waren. Über die Qualifikationsrunde kam das Team Bieneck/Großner hinzu. Bieneck/Großner, Holtwick/Semmler und Mersmann/Schneider schieden nach der Vorrunde aus. Laboureur/Sude belegten Platz neun und Borger/Büthe gewannen Bronze.

### Stavanger Grand Slam, Norwegen, 24. bis 28. Juni 2014
| Platz | Team                 |
| ----- | -------------------- |
| 1     | A. Ross/Walsh        |
| 2     | Liliana/Baquerizo    |
| 3     | Dubovcová/Nestarcová |
| 4     | Meppelink/Van Iersel |
| 5     | Ágatha/Seixas        |
| 5     | Wang/Yue             |
| 5     | Day/S. Ross          |
| 5     | Fendrick/Sweat       |

### Gstaad Grand Slam, Schweiz, 8. bis 13. Juli 2014
| Platz | Team              |
| ----- | ----------------- |
| 1     | Holtwick/Semmler  |
| 2     | Borger/Büthe      |
| 3     | Kolocová/Sluková  |
| 4     | Juliana/Antonelli |
| 5     | Ágatha/Seixas     |
| 5     | Bansley/Pavan     |
| 5     | Wang/Yue          |
| 5     | Zumkehr/Heidrich  |

Holtwick/Semmler gewannen erstmals in ihrer bisherigen Karriere einen Grand Slam auf der World Tour. Das National-Duo siegte im ersten rein deutschen Finale der World Tour gegen Borger/Büthe 2:0 (24-22, 21-16).

### Den Haag Grand Slam, Niederlande, 15. bis 20. Juli 2014
| Platz | Team              |
| ----- | ----------------- |
| 1     | Lima/Fernanda     |
| 2     | Holtwick/Semmler  |
| 3     | Juliana/Antonelli |
| 4     | Kolocová/Sluková  |
| 5     | Ágatha/Seixas     |
| 5     | Maria Clara/Carol |
| 5     | Wang/Yue          |
| 5     | Zumkehr/Heidrich  |

Nachdem Holtwick/Semmler im vergangenen Turnier als erstem deutschen Frauen-Team ein Grand-Slam-Sieg im rein deutschen Finale in Gstaad gelungen war, standen sie in Den Haag erneut im Finale. Auf dem Weg ins Finale besiegten sie dabei sowohl das DVV-Duo Borger/Büthe, als auch Teams aus China, den USA und Brasilien. Im Finale unterlag das deutsche National-Duo den Brasilianerinnen Lima/Fernanda mit 1:2 (16-21, 21-17, 12-15).

### Long Beach Grand Slam, USA, 22. bis 27. Juli 2014
| Platz | Team                 |
| ----- | -------------------- |
| 1     | A. Ross/Walsh        |
| 2     | Ágatha/Seixas        |
| 3     | Dubovcová/Nestarcová |
| 4     | Liliana/Baquerizo    |
| 5     | Bawden/Clancy        |
| 5     | Holtwick/Semmler     |
| 5     | Meppelink/Van Iersel |
| 5     | Fendrick/Sweat       |

### Klagenfurt A1 Grand Slam, Österreich, 29. Juli bis 2. August 2014
| Platz | Team                 |
| ----- | -------------------- |
| 1     | Larissa/Talita       |
| 2     | Juliana/Antonelli    |
| 3     | Ágatha/Seixas        |
| 4     | Menegatti/Orsi Toth  |
| 5     | Liliana/Baquerizo    |
| 5     | Borger/Büthe         |
| 5     | Ludwig/Sude          |
| 5     | Meppelink/Van Iersel |

### Stare Jabłonki Grand Slam, Polen, 19. bis 23. August 2014
| Platz | Team              |
| ----- | ----------------- |
| 1     | Larissa/Talita    |
| 2     | Ludwig/Sude       |
| 3     | Holtwick/Semmler  |
| 4     | Lima/Fernanda     |
| 5     | Ágatha/Seixas     |
| 5     | Bansley/Pavan     |
| 5     | Kolocová/Sluková  |
| 5     | Liliana/Baquerizo |

### São Paulo Grand Slam, Brasilien, 23. bis 28. September 2014
| Platz | Team                   |
| ----- | ---------------------- |
| 1     | Larissa/Talita         |
| 2     | Menegatti/Orsi Toth    |
| 3     | Meppelink/Van Iersel   |
| 4     | Maria Clara/Carol      |
| 5     | Juliana/Antonelli      |
| 5     | Humana-Paredes/Pischke |
| 5     | Ludwig/Sude            |
| 5     | A. Ross/Walsh          |

### Xiamen Open, China, 8. bis 12. Oktober 2014
| Platz | Team                 |
| ----- | -------------------- |
| 1     | Juliana/Antonelli    |
| 2     | Wang/Yue             |
| 3     | Hunkus/VanZwieten    |
| 4     | Arvaniti/Tsiartsiani |
| 5     | Klug/Gallay          |
| 5     | Bonnerová/Hermannová |
| 5     | Behrens/Seyfferth    |
| 5     | Ukolowa/Prokopjewa   |

### Paraná Open, Argentinien, 28. Oktober bis 2. November 2014
| Platz | Team                 |
| ----- | -------------------- |
| 1     | Larissa/Talita       |
| 2     | Maria Clara/Carol    |
| 3     | Lili/Rebecca         |
| 4     | Hester/Ledoux        |
| 5     | Klug/Gallay          |
| 5     | Broder/Valjas        |
| 5     | Bonnerová/Hermannová |
| 5     | Seyfferth/Schumacher |

### Mangaung Open, Südafrika, 9. bis 14. Dezember 2014
| Platz | Team                        |
| ----- | --------------------------- |
| 1     | Bonnerová/Hermannová        |
| 2     | Take/Mizoe                  |
| 3     | Ukolowa/Prokopjewa          |
| 4     | Carico/DiCello              |
| 5     | Schützenhöfer/Plesiutschnig |
| 5     | Behlen/Culav                |
| 5     | Arvaniti/Tsiartsiani        |
| 5     | Momoli/Giombini             |

## Auszeichnungen des Jahres 2014
| FIVB Tour Champion    | Juliana/Antonelli           |
| Team of the year      | Juliana/Antonelli           |
| Most Outstanding      | Kerri Walsh                 |
| Sportsperson          | Juliana Felisberta da Silva |
| Top Rookie            | Melissa Humana-Paredes      |
| Most Inspirational    | Kerri Walsh                 |
| Most Improved Player  | Tanja Hüberli               |
| Best Blocker          | Kerri Walsh                 |
| Best Hitter           | Talita Antunes da Rocha     |
| Best Offensive Player | Kerri Walsh                 |
| Best Server           | Karla Borger                |
| Best Setter           | Larissa França              |
| Best Defensive Player | Larissa França              |